# T-95

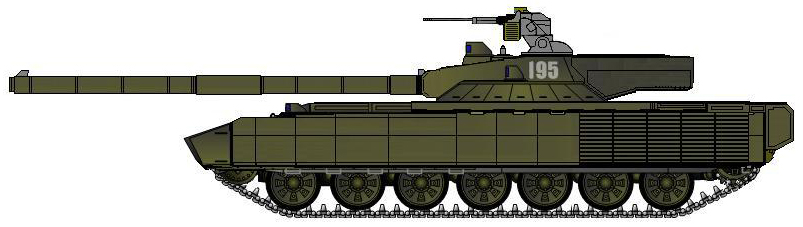
Zeichnung des T-95-Prototyps

T-95 ist die Bezeichnung eines russischen Experimentalfahrzeuges, das als Kampfpanzer einer neuen Generation entwickelt wurde. Es gelangten nur spärliche und teilweise widersprüchliche Informationen über dieses Projekt an die Öffentlichkeit. Ursprünglich sollte der T-95 ab 2010 bei der russischen Armee eingeführt werden, doch im Mai 2010 wurde der Abbruch des Rüstungsprojektes bekanntgegeben.
Die Erfahrungen, die mit dem T-95 und Objekt 640 (Schwarzer Adler) gesammelt wurden, sollen in die Entwicklung des auf der universellen Kampfplattform Armata basierenden neuen Kampfpanzers T-14 (Objekt 148) eingeflossen sein.

## Geschichte
Bereits in der Endphase des Kalten Krieges wurden Planungen der sowjetischen Streitkräfte bekannt, einen neuartigen Kampfpanzer zu entwickeln. 1988 wurden Planskizzen eines Panzers mit Scheitellafette und nur noch zwei Besatzungsmitgliedern in einer US-amerikanischen Zeitung veröffentlicht. Dieses Modell beruht vermutlich auf dem Objekt 477 Molot, einer Konzeptstudie mit einer scheitellafettierten 152-mm-Glattrohrkanone vom Typ 2A83.
1998 folgte dann ein Artikel in einer russischen Militärfachzeitschrift, in der ein ähnlicher Panzerentwurf veröffentlicht wurde, der allerdings (vermutlich zum Zweck einer Täuschung) eine Besatzung von fünf Mann und ungewöhnlich dünne Panzerung vorsah. Weitere Konzeptveröffentlichungen in polnischen und US-amerikanischen Zeitschriften folgten, denen alle das Zwei-Mann-Konzept, eine Scheitellafette und eine in der Wannenfront untergebrachte Motoranlage zugrunde lagen.
Im Jahr 2000 wurde dann aber ein Entwurf für den neuen Kampfpanzer im russischen Fernsehen gezeigt, der eine konventionelle Wanne (mit Heckantrieb und herkömmlicher Formgebung), aber ebenfalls eine Scheitellafette aufwies. Bei einem Besuch des damaligen russischen Verteidigungsministers Sergejew im Panzerwerk Uralwagonsawod wurden dann weitere Daten veröffentlicht:
- eine 135- oder 152-mm-Glattrohrkanone mit Ladeautomat in Scheitellafettierung
- ~50 t Gewicht
- 900 kW (1225 PS) Motorleistung
- 2 oder 3 Mann Besatzung in der Wanne
- reaktive Zusatzpanzerung

Aufgrund finanzieller Engpässe wurde die bereits für 1994 vorgesehene Serienfertigung immer wieder verschoben. Später – auch angesichts der in den letzten Jahren massiv gestiegenen russischen Verteidigungsausgaben – wurde mit einem Beginn der Fertigung und Auslieferung für das Jahr 2010 gerechnet. Am 17. Juli 2010 erfolgte eine Vorführung des Panzers für einen sehr engen Personenkreis (unter anderem für den damaligen russischen Präsidenten Medwedew und Ministerpräsident Putin) auf einem gesperrten Gebiet im Rahmen der Militärausstellung in Nischni Tagil.  Wegen finanzieller und technischer Probleme verzögerte sich die Fertigstellung des Projekts jedoch immer wieder und wurde letztendlich eingestellt.